# Сегарс

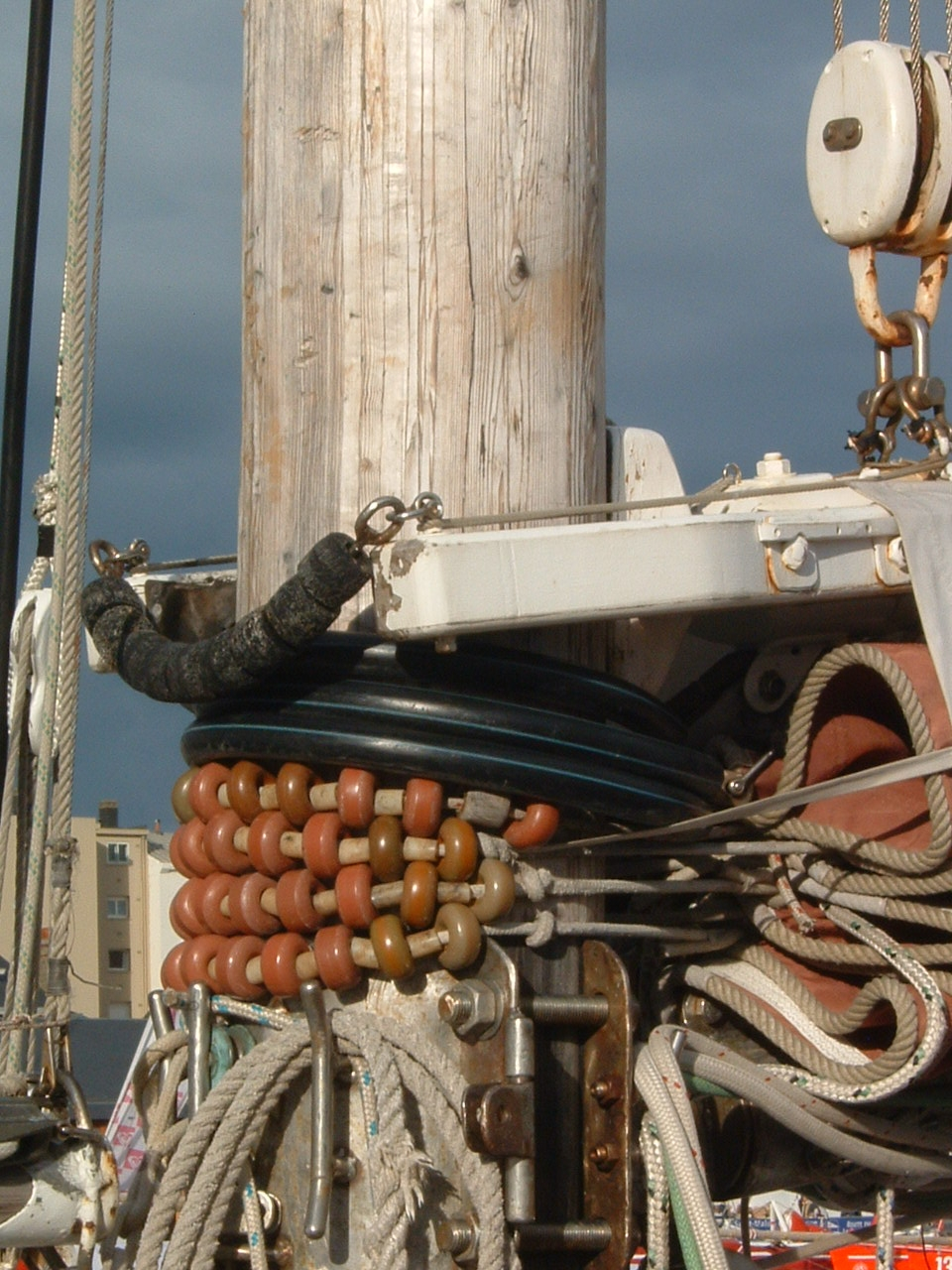
Звичайні сегарси (чорні) і сегарси з ракс-клотами (коричневі), вище видно ракстов п'яти гафеля

Се́гарс — кільце, що прив'язується до передньої шкаторини косих вітрил (гафельних, шпринтових) і служить для з'єднання її зі щоглою. У первісному варіанті сегарси мали вигляд дерев'яних або обшитих шкірою металевих обручів, зараз частіше використовують ракси — відрізки троса (ракс-троси) з почергово нанизаними на них кульками (ракс-клотами) і короткими трубками (ракс-слізами). Ракс-клоти грають роль вальниць, зменшуючи тертя при підйомі й опусканні вітрила.
Сегарси можуть пересуватися безпосередньо по щоглі, але у разі її значної товщини їх надівають на тонку трисель-щоглу, закріплену паралельно основній.